# بيتر ليتلمان

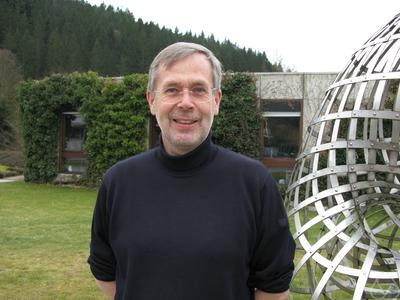
ليتلمان في أوبيرفولفاخ 2009

بيتر ليتلمان (من مواليد 10 ديسمبر 1957) عالم رياضيات ألماني في جامعة كولونيا يعمل على المجموعات الجبرية ونظرية التمثيل. وقد قدم نموذج مسار ليتلمان واستخدمه لحل العديد من التخمينات في نظرية الأحادية القياسية ومجالات أخرى.